# Főépítészi villa (Mezőhegyes)
A főépítészi villa Mezőhegyes egyik műemlék épülete, a Mezőhegyesi Állami Ménes valamikori főépítészének háza. A Kossuth Lajos utca 12. szám alatt található.
Az 1850-es években, más források szerint 1864-ben épült romantikus stílusban; az 1870-es években bővítették.
1989-ben Tihanyi Judit építész tervei alapján felújították és átalakították. Jelenleg idősek otthona és családsegítő központ működik benne.